# Pátroclo (almirante)
Pátroclo foi o comandante da frota de Ptolemeu II Filadelfo, que este enviou para ajudar Atenas quando esta estava sendo atacada por Antígono Gónatas. Ele fortificou uma ilha desabitada, chamada a partir de então de Ilha de Pátroclo.

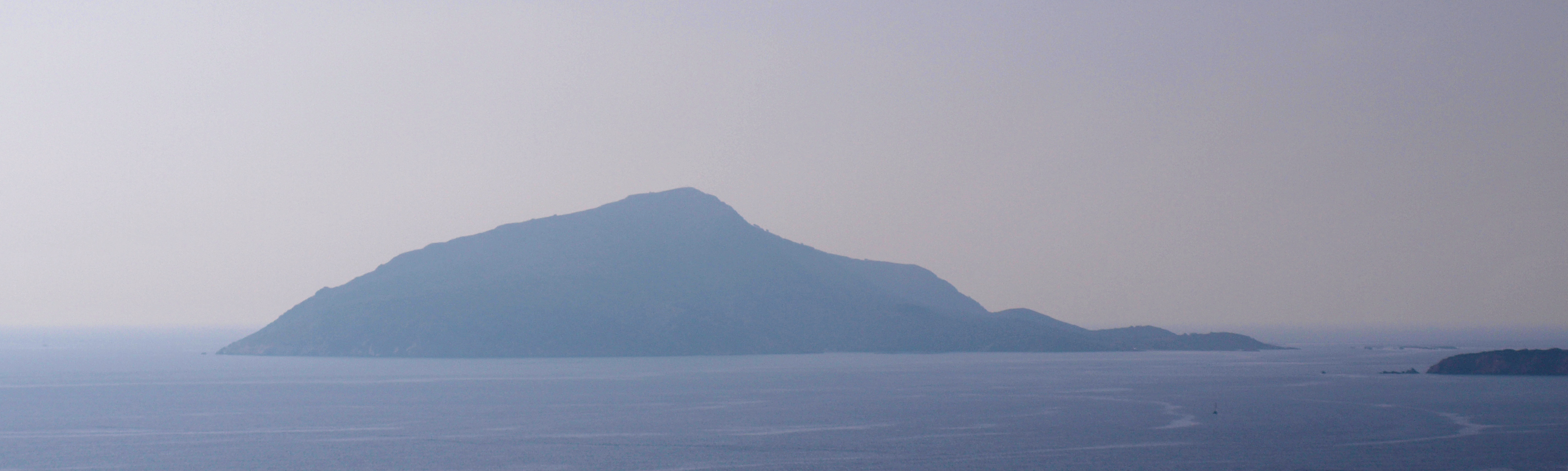
Ilha de Pátroclo, na Grécia